# Bérault Stuart d'Aubigny
Bérault Stuart, III señor de Aubigny (c. 1452 - Corstorphine, Escocia, 1508), fue un noble francés de ascendencia escocesa, diplomático y militar destacado en las guerras italianas.

## Familia
Fue hijo de John Stuart, II señor d'Aubigny, y de Beatrix d'Apchier. Casado en primeras nupcias con Guillemette de Boucard, y en segundas con Anne de Maumont, condesa de Beaumont-le-Roger, con quien tuvo una hija: Anne Stuart d'Aubigny.

## Servicio en Italia
En 1499 comandó el ejército francés de Luis XII que en alianza con la república de Venecia y con César Borgia invadió el ducado de Milán durante la guerra italiana de 1499 - 1501. En 1501, en cumplimiento del tratado de Granada por el que Luis XII y Fernando el Católico se repartieron el reino de Nápoles, avanzó por territorio napolitano derrocando a Federico I durante la guerra de Nápoles (1501-1504). 
En 1502, bajo las órdenes del virrey francés de Nápoles Luis de Armagnac, se enfrentó contra las fuerzas de Gonzalo Fernández de Córdoba, a las que hizo retroceder hacia el sur. La llegada de refuerzos españoles a la península itálica cambió el rumbo de la guerra, y en la batalla de Seminara de 1503 d'Aubigny fue derrotado por las tropas españolas bajo el mando de Fernando de Andrade; un mes después fue asediado en Angitola y hecho prisionero y conducido al Castel Nuovo de Nápoles. A comienzos del año siguiente, cuando las tropas francesas se retiraron de Nápoles, fue liberado según las condiciones establecidas en la capitulación de Gaeta. Firmada el 1 de enero y que supuso la entrega de la ciudad dos días después a las tropas españolas.
En 1507 participó en la expedición encabezada por Luis XII para sofocar el alzamiento popular en Génova. 

## Embajada en Escocia
Tras dejar Milán una vez celebrado el éxito de la expedición contra Génova, Luis XII le envió a Escocia como embajador ante Jacobo IV de Escocia, donde murió en junio de 1508.

## Tratadista militar
Fue autor de un libro titulado Traité sur l'art de la guerre (Tratado sobre el arte de la guerra).